# Hauptstrasse 20
Die Hauptstrasse 20 ist eine Hauptstrasse im Schweizer Kanton Neuenburg. Die Hauptstrasse beginnt an der französischen Grenze bei Le Locle an der Route départementale 461 (1933–1973: Route nationale 461) und endet an der Hauptstrasse 10 in Neuenburg. Sie hat eine Länge von etwa 30 Kilometern. Der Anstieg von La Chaux-de-Fonds zum Vue des Alpes Pass ist vierspurig ausgebaut.
Teile der Hauptstrasse wurden durch die Autobahn J20 als Hauptverbindung abgelöst beziehungsweise durch sie ersetzt.

## Geschichte
Um 1800 war eine kleine Teilstrecke zwischen Neuenburg und Valangin bereits chausseemässig ausgebaut, weil sie mit dem jurassischen Strassennetz der Fürstbischöfe von Basel verbunden war. Der wichtige Verkehrsweg zwischen der Industriestadt La Chaux-de-Fonds und der Hauptstadt Neuenburg wurde 1807–1809 zu einer Chaussee ausgebaut.
Seit 1995 entlastet der parallel zur H20 verlaufende 3250 m lange Vue-des-Alpes-Tunnel, das Teil der Autobahn J20 ist, zwischen Les Hauts-Geneveys und La Chaux-de-Fonds diese auf dem Passstrassenabschnitt und ermöglicht dem motorisierten Individualverkehr eine wintersichere Verbindung.